# Jules Crevaux
Jules Nicolas Crevaux (født 1. april 1847, død 2. april 1882) var en fransk opdagelsesrejsende.
Crevaux deltog som frivillig i krigen 1870-71 og blev året efter militærlæge. Hans første rejser gjaldt Fransk Guyana, og navnlig undersøgte han 1877 og 1878 grænsebjergene mod syden, Tumuk-Humac og flere af Amazonflodens nordlige tilløb. I 1879 vendte han tilbage til Paris; men allerede året efter drog han atter til Sydamerika. Fra Bogotá i Colombia trængte han frem til øvre Rio Negro og nåede 20. oktober 1880 Orinocos biflod Guaviare. Efter et kort besøg i hjemmet 1881 drog han samme år fra Buenos Aires mod norden og opdagede januar 1882 ved Salta ruiner af en gammel Inka-by. Kort efter blev han sammen med de fleste af sine ledsagere dræbt af indianere ikke langt fra Pilcomayofloden. Hans rejseberetninger offentliggjordes i Tour de Monde under titlen Voyages dans l'Amérique du Sud (1883).